# Campionati mondiali di sci alpino 2011
I Campionati mondiali di sci alpino 2011 si sono svolti in Germania, a Garmisch-Partenkirchen, dal 7 al 20 febbraio. Il programma ha incluso gare di discesa libera, supergigante, slalom gigante, slalom speciale e supercombinata, tutte sia maschili sia femminili, e una gara a squadre mista.

## Assegnazione e impianti

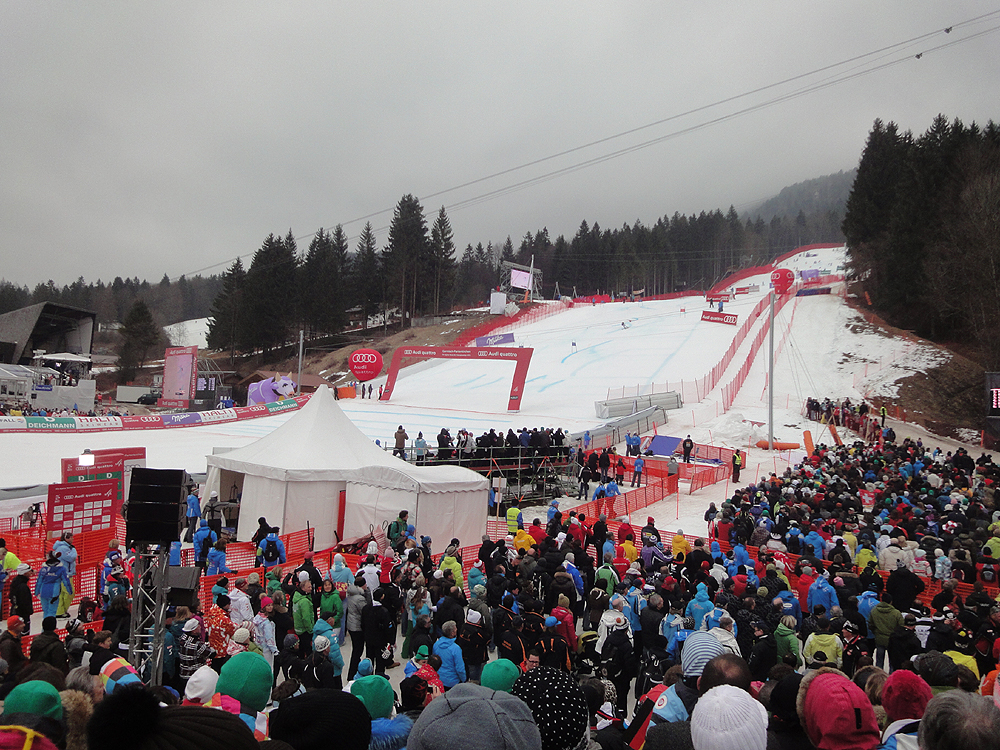
L'arrivo della pista Kandahar durante i Mondiali

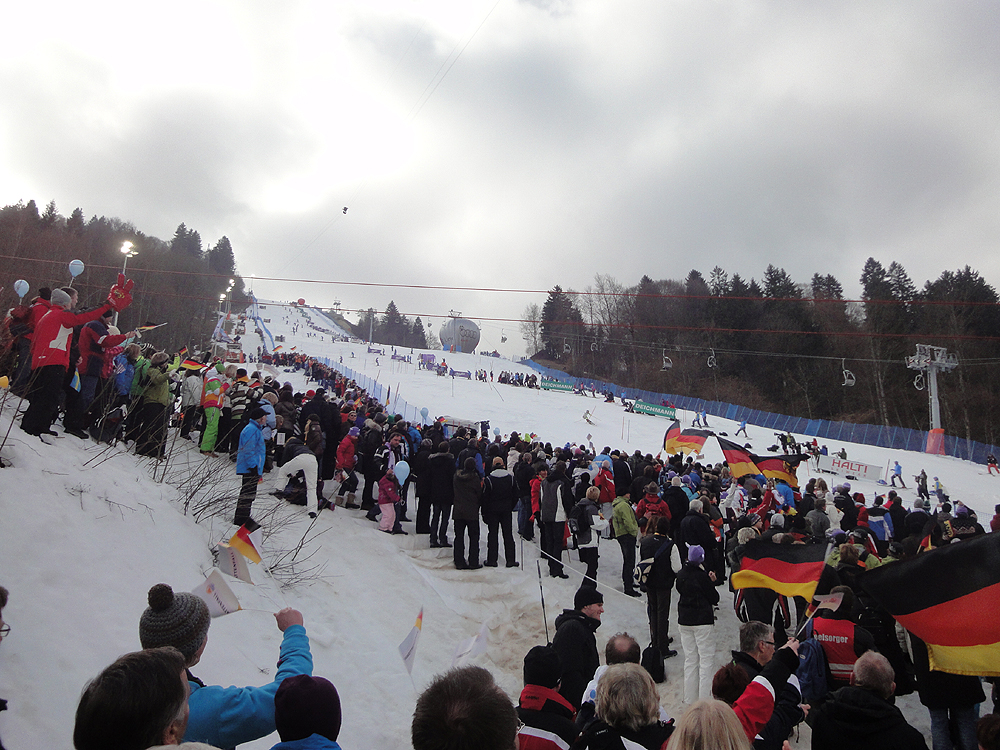
L'arrivo della pista Gudiberg durante i Mondiali

La sede è stata decisa da una votazione a maggioranza (9 voti Garmisch-Partenkirchen, 6 Schladming il consiglio mondiale della FIS riunito a Vilamoura (Portogallo) il 25 maggio 2006. Le gare di slalom gigante e slalom speciale hanno previsto, il giorno precedente, una prova di qualificazione. Alla manifestazione internazionale, che attribuiva 33 medaglie complessive, sono stati iscritti 525 atleti (208 sciatrici e 317 sciatori) in rappresentanza di 69 Paesi.
La località aveva già ospitato la rassegna iridata nel 1978 e i IV Giochi olimpici invernali nel 1936; la sua celebre pista Kandahar è uno dei tracciati classici della Coppa del Mondo dove vengono disputate solitamente due gare veloci maschili (discesa libera e supergigante). Nel marzo 2010 nella stessa cittadina tedesca si sono tenute le gare conclusive della stagione precedente di Coppa del Mondo: queste competizioni hanno avuto anche lo scopo di far testare agli atleti i percorsi da affrontare l'anno successivo, come consuetudine alla vigilia degli appuntamenti Olimpici e Mondiali.

## Risultati

### Uomini

#### Discesa libera
| Pos. | Atleta              | Nazione  | Tempo   |
| ---- | ------------------- | -------- | ------- |
| 1    | Erik Guay           | Canada   | 1:58,41 |
| 2    | Didier Cuche        | Svizzera | 1:58,73 |
| 3    | Christof Innerhofer | Italia   | 1:59,17 |
| 4    | Romed Baumann       | Austria  | 1:59,51 |
| 5    | Aksel Lund Svindal  | Norvegia | 1:59,83 |
| 6    | Andrej Šporn        | Slovenia | 2:00,25 |
| 7    | Michael Walchhofer  | Austria  | 2:00,28 |
| 8    | Johan Clarey        | Francia  | 2:00,35 |
| 9    | Beat Feuz           | Svizzera | 2:00,47 |
| 10   | Ambrosi Hoffmann    | Svizzera | 2:00,48 |

Data: 12 febbraio

Ore: 11.00 (UTC+1)

Pista: Kandahar

Partenza: 1 690 m s.l.m.

Arrivo: 770 m s.l.m.

Lunghezza: 3 300 m

Dislivello: 920 m

Tracciatore: Helmuth Schmalzl (FIS)

#### Supergigante
| Pos. | Atleta              | Nazione  | Tempo   |
| ---- | ------------------- | -------- | ------- |
| 1    | Christof Innerhofer | Italia   | 1:38,31 |
| 2    | Hannes Reichelt     | Austria  | 1:38,91 |
| 3    | Ivica Kostelić      | Croazia  | 1:39,03 |
| 4    | Didier Cuche        | Svizzera | 1:39,34 |
| 5    | Benjamin Raich      | Austria  | 1:39,65 |
| 6    | Romed Baumann       | Austria  | 1:39,79 |
| 7    | Carlo Janka         | Svizzera | 1:40,03 |
| 8    | Werner Heel         | Italia   | 1:40,13 |
| 9    | Peter Fill          | Italia   | 1:40,34 |
| 10   | Adrien Théaux       | Francia  | 1:40,44 |

Data: 9 febbraio

Ore: 11.00 (UTC+1)

Pista: Kandahar

Partenza: 1 395 m s.l.m.

Arrivo: 770 m s.l.m.

Lunghezza: 2 200 m

Dislivello: 625 m

Tracciatore: Hans Flatscher (Svizzera)

#### Slalom gigante
| Pos. | Atleta                | Nazione     | Tempo   |
| ---- | --------------------- | ----------- | ------- |
| 1    | Ted Ligety            | Stati Uniti | 2:10,56 |
| 2    | Cyprien Richard       | Francia     | 2:10,64 |
| 3    | Philipp Schörghofer   | Austria     | 2:10,99 |
| 4    | Aksel Lund Svindal    | Norvegia    | 2:11,05 |
| 5    | Kjetil Jansrud        | Norvegia    | 2:11,29 |
| 6    | Thomas Fanara         | Francia     | 2:11,32 |
| 7    | Carlo Janka           | Svizzera    | 2:11,48 |
| 8    | Didier Cuche          | Svizzera    | 2:11,49 |
| 9    | Gauthier de Tessières | Francia     | 2:11,50 |
| 10   | Marcus Sandell        | Finlandia   | 2:11,66 |

Data: 18 febbraio

1ª manche:

Ore: 10.00 (UTC+1)

Pista: Kandahar

Partenza: 1 180 m s.l.m.

Arrivo: 750 m s.l.m.

Dislivello: 430 m

Tracciatore: Sepp Brunner (Svizzera)

2ª manche:

Ore: 13.30 (UTC+1)

Pista: Kandahar

Partenza: 1 180 m s.l.m.

Arrivo: 750 m s.l.m.

Dislivello: 430 m

Tracciatore: Andreas Puelacher (Austria)

#### Slalom speciale
| Pos. | Atleta               | Nazione  | Tempo   |
| ---- | -------------------- | -------- | ------- |
| 1    | Jean-Baptiste Grange | Francia  | 1:41,72 |
| 2    | Jens Byggmark        | Svezia   | 1:42,15 |
| 3    | Manfred Mölgg        | Italia   | 1:42,33 |
| 4    | Mario Matt           | Austria  | 1:42,54 |
| 5    | Julien Cousineau     | Canada   | 1:42,59 |
| 6    | Naoki Yuasa          | Giappone | 1:42,68 |
| 7    | Cristian Deville     | Italia   | 1:42,78 |
| 8    | Ivica Kostelić       | Croazia  | 1:42,88 |
| 9    | Manfred Pranger      | Austria  | 1:43,03 |
| 10   | André Myhrer         | Svezia   | 1:43,22 |

Data: 20 febbraio

1ª manche:

Ore: 10.00 (UTC+1)

Pista: Gudiberg

Partenza: 960 m s.l.m.

Arrivo: 750 m s.l.m.

Dislivello: 210 m

Tracciatore: David Chastan (Francia)

2ª manche:

Ore: 13.30 (UTC+1)

Pista: Gudiberg

Partenza: 960 m s.l.m.

Arrivo: 750 m s.l.m.

Dislivello: 210 m

Tracciatore: Marco Pfeifer (Svezia)

#### Supercombinata
| Pos. | Atleta              | Nazione   | Tempo   |
| ---- | ------------------- | --------- | ------- |
| 1    | Aksel Lund Svindal  | Norvegia  | 2:54,51 |
| 2    | Christof Innerhofer | Italia    | 2:55,52 |
| 3    | Peter Fill          | Italia    | 2:56,41 |
| 4    | Benjamin Raich      | Austria   | 2:56,68 |
| 5    | Ondřej Bank         | Rep. Ceca | 2:56,90 |
| 6    | Paolo Pangrazzi     | Italia    | 2:57,35 |
| 7    | Lars Elton Myhre    | Norvegia  | 2:57,50 |
| 8    | Natko Zrnčić-Dim    | Croazia   | 2:57,71 |
| 9    | Andreas Romar       | Finlandia | 2:58,05 |
| 10   | Kjetil Jansrud      | Norvegia  | 2:58,42 |

Data: 14 febbraio

1ª manche:

Ore: 10.00 (UTC+1)

Pista: Kandahar

Partenza: 1 690 m s.l.m.

Arrivo: 770 m s.l.m.

Lunghezza: 3 300 m

Dislivello: 920 m

Tracciatore: Helmuth Schmalzl (FIS)

2ª manche:

Ore: 14.00 (UTC+1)

Pista: Gudiberg

Partenza: 960 m s.l.m.

Arrivo: 750 m s.l.m.

Dislivello: 210 m

Tracciatore: Massimo Carca (Italia)

### Donne

#### Discesa libera
| Pos. | Atleta             | Nazione     | Tempo   |
| ---- | ------------------ | ----------- | ------- |
| 1    | Elisabeth Görgl    | Austria     | 1:47,24 |
| 2    | Lindsey Vonn       | Stati Uniti | 1:47,68 |
| 3    | Maria Riesch       | Germania    | 1:47,84 |
| 4    | Lara Gut           | Svizzera    | 1:48,18 |
| 5    | Tina Maze          | Slovenia    | 1:48,22 |
| 6    | Julia Mancuso      | Stati Uniti | 1:48,30 |
| 7    | Daniela Merighetti | Italia      | 1:48,66 |
| 8    | Dominique Gisin    | Svizzera    | 1:48,70 |
| 9    | Andrea Fischbacher | Austria     | 1:48,86 |
| 10   | Laurenne Ross      | Stati Uniti | 1:48,87 |

Data: 13 febbraio

Ore: 11.00 (UTC+1)

Pista: Kandahar

Partenza: 1 490 m s.l.m.

Arrivo: 770 m s.l.m.

Lunghezza: 2 920 m

Dislivello: 720 m

Tracciatore: Jan Tischhauser (FIS)

#### Supergigante
| Pos. | Atleta             | Nazione     | Tempo   |
| ---- | ------------------ | ----------- | ------- |
| 1    | Elisabeth Görgl    | Austria     | 1:23,82 |
| 2    | Julia Mancuso      | Stati Uniti | 1:23,87 |
| 3    | Maria Riesch       | Germania    | 1:24,03 |
| 4    | Lara Gut           | Svizzera    | 1:24,26 |
| 5    | Anna Fenninger     | Austria     | 1:24,64 |
| 6    | Elena Curtoni      | Italia      | 1:24,65 |
| 7    | Lindsey Vonn       | Stati Uniti | 1:24,66 |
| 8    | Fabienne Suter     | Svizzera    | 1:24,75 |
| 9    | Daniela Merighetti | Italia      | 1:24,91 |
| 10   | Anja Pärson        | Svezia      | 1:40,44 |

Data: 8 febbraio

Ore: 11.00 (UTC+1)

Pista: Kandahar

Partenza: 1 305 m s.l.m.

Arrivo: 770 m s.l.m.

Lunghezza: 2 180 m

Dislivello: 535 m

Tracciatore: Jürgen Kriechbaum (Austria)

#### Slalom gigante
| Pos. | Atleta                  | Nazione  | Tempo   |
| ---- | ----------------------- | -------- | ------- |
| 1    | Tina Maze               | Slovenia | 2:20,54 |
| 2    | Federica Brignone       | Italia   | 2:20,63 |
| 3    | Tessa Worley            | Francia  | 2:21,02 |
| 4    | Denise Karbon           | Italia   | 2:21,28 |
| 5    | Viktoria Rebensburg     | Germania | 2:21,42 |
| 6    | Manuela Mölgg           | Italia   | 2:21,43 |
| 7    | Jessica Lindell Vikarby | Svezia   | 2:21,55 |
| 8    | Marlies Schild          | Austria  | 2:21,74 |
| 9    | Anja Pärson             | Svezia   | 2:21,75 |
| 10   | Taïna Barioz            | Francia  | 2:21,79 |
| 10   | Elisabeth Görgl         | Austria  | 2:21,79 |

Data: 17 febbraio

1ª manche:

Ore: 10.00 (UTC+1)

Pista: Kandahar

Partenza: 1 100 m s.l.m.

Arrivo: 750 m s.l.m.

Dislivello: 350 m

Tracciatore: Rudi Soulard (Svezia)

2ª manche:

Ore: 13.30 (UTC+1)

Pista: Kandahar

Partenza: 1 100 m s.l.m.

Arrivo: 750 m s.l.m.

Dislivello: 350 m

Tracciatore: Stefano Costazza (Italia)

#### Slalom speciale
| Pos. | Atleta                | Nazione    | Tempo   |
| ---- | --------------------- | ---------- | ------- |
| 1    | Marlies Schild        | Austria    | 1:45,79 |
| 2    | Kathrin Zettel        | Austria    | 1:46,13 |
| 3    | Maria Pietilä Holmner | Svezia     | 1:46,44 |
| 4    | Maria Riesch          | Germania   | 1:47,13 |
| 5    | Tina Maze             | Slovenia   | 1:47,55 |
| 6    | Manuela Mölgg         | Italia     | 1:47,65 |
| 6    | Tanja Poutiainen      | Finlandia  | 1:47,65 |
| 8    | Frida Hansdotter      | Svezia     | 1:47,84 |
| 9    | Nastasia Noens        | Francia    | 1:48,18 |
| 10   | Veronika Zuzulová     | Slovacchia | 1:48,19 |

Data: 19 febbraio

1ª manche:

Ore: 10.00 (UTC+1)

Pista: Gudiberg

Partenza: 960 m s.l.m.

Arrivo: 750 m s.l.m.

Dislivello: 210 m

Tracciatore: Christian Schwaiger (Germania)

2ª manche:

Ore: 13.30 (UTC+1)

Pista: Gudiberg

Partenza: 960 m s.l.m.

Arrivo: 750 m s.l.m.

Dislivello: 210 m

Tracciatore: Günter Obkircher (Austria)

#### Supercombinata
| Pos. | Atleta                  | Nazione     | Tempo   |
| ---- | ----------------------- | ----------- | ------- |
| 1    | Anna Fenninger          | Austria     | 2:43,23 |
| 2    | Tina Maze               | Slovenia    | 2:43,32 |
| 3    | Anja Pärson             | Svezia      | 2:43,50 |
| 4    | Dominique Gisin         | Svizzera    | 2:43,90 |
| 5    | Elisabeth Görgl         | Austria     | 2:44,12 |
| 6    | Denise Feierabend       | Svizzera    | 2:44,51 |
| 7    | Julia Mancuso           | Stati Uniti | 2:44,56 |
| 8    | Johanna Schnarf         | Italia      | 2:44,59 |
| 9    | Maruša Ferk             | Slovenia    | 2:45,00 |
| 10   | Lotte Smiseth Sejersted | Norvegia    | 2:45,02 |

Data: 11 febbraio

1ª manche:

Ore: 10.00 (UTC+1)

Pista: Kandahar

Partenza: 1 535 m s.l.m.

Arrivo: 770 m s.l.m.

Lunghezza: 2 920 m

Dislivello: 765 m

Tracciatore: Jan Tischhauser (FIS)

2ª manche:

Ore: 14.00 (UTC+1)

Pista: Gudiberg

Partenza: 935 m s.l.m.

Arrivo: 750 m s.l.m.

Dislivello: 185 m

Tracciatore: Chris Knight (Stati Uniti)

### Misto

#### Gara a squadre
| Pos. | Nazione | Atleti                                                                                              |
| ---- | ------- | --------------------------------------------------------------------------------------------------- |
| 1    | Francia | Taïna Barioz Thomas Fanara Anémone Marmottan Cyprien Richard Tessa Worley Gauthier de Tessières     |
| 2    | Austria | Romed Baumann Anna Fenninger Michaela Kirchgasser Benjamin Raich Marlies Schild Philipp Schörghofer |
| 3    | Svezia  | Hans Olsson Matts Olsson Anja Pärson Maria Pietilä Holmner Axel Bäck Sara Hector                    |

Data: 16 febbraio

Ore: 11.00 (UTC+1)

Pista: Kandahar

Partenza:

Arrivo: 

Dislivello: 

Tracciatore: 

##### Torneo
La gara a squadre consiste in una competizione di slalom parallelo tra rappresentative nazionali composte da quattro atleti, due sciatori e due sciatrici, che si affrontano a due a due sul percorso di gara. Ai vincitori spetta un punto; in caso entrambe le squadre ottengano due punti, passa il turno la squadra che ha ottenuto il miglior tempo stabilito sommando le migliori prestazioni maschili e femminili.
Il tabellone di gara è stato definito in base alla classifica che le nazionali hanno nella Coppa delle Nazioni della Coppa del Mondo. Inizialmente era prevista la partecipazione di 16 rappresentative, che con la rinuncia della Spagna sono rimaste 15; questo forfait ha fatto sì che l'Austria fosse direttamente qualificata per i quarti.
|  | Ottavi di finale | Ottavi di finale |             |   | Quarti di finale          | Quarti di finale          |  |  | Semifinali | Semifinali |  |  | Finale | Finale |
|  |                  |                  |             |   |                           |                           |  |  |            |            |  |  |        |        |
|  |                  |                  |             |   |                           |                           |  |  |            |            |  |  |        |        |
|  |                  |                  |             |   |                           |                           |  |  |            |            |  |  |        |        |
|  | Austria          | -                |             |   |                           |                           |  |  |            |            |  |  |        |        |
|  | Austria          | -                |             |   |                           |                           |  |  |            |            |  |  |        |        |
|  | al secondo turno | -                |             |   |                           |                           |  |  |            |            |  |  |        |        |
|  | al secondo turno | -                | Austria     | 2 |                           |                           |  |  |            |            |  |  |        |        |
|  |                  |                  | Austria     | 2 |                           |                           |  |  |            |            |  |  |        |        |
|  |                  | Croazia          | 2           |   |                           |                           |  |  |            |            |  |  |        |        |
|  | Croazia          | Croazia          | 2           | 3 |                           |                           |  |  |            |            |  |  |        |        |
|  | Croazia          |                  |             | 3 |                           |                           |  |  |            |            |  |  |        |        |
|  | Canada           | 2                |             |   |                           |                           |  |  |            |            |  |  |        |        |
|  | Canada           | 2                | Austria     | 4 |                           |                           |  |  |            |            |  |  |        |        |
|  |                  |                  | Austria     | 4 |                           |                           |  |  |            |            |  |  |        |        |
|  |                  | Italia           | 0           |   |                           |                           |  |  |            |            |  |  |        |        |
|  | Stati Uniti      | Italia           | 0           | - |                           |                           |  |  |            |            |  |  |        |        |
|  | Stati Uniti      |                  |             | - |                           |                           |  |  |            |            |  |  |        |        |
|  | al secondo turno | -                |             |   |                           |                           |  |  |            |            |  |  |        |        |
|  | al secondo turno | -                | Stati Uniti | 1 |                           |                           |  |  |            |            |  |  |        |        |
|  |                  |                  | Stati Uniti | 1 |                           |                           |  |  |            |            |  |  |        |        |
|  |                  | Italia           | 3           |   |                           |                           |  |  |            |            |  |  |        |        |
|  | Italia           | Italia           | 3           | - |                           |                           |  |  |            |            |  |  |        |        |
|  | Italia           |                  |             | - |                           |                           |  |  |            |            |  |  |        |        |
|  | al secondo turno | -                |             |   |                           |                           |  |  |            |            |  |  |        |        |
|  | al secondo turno | -                | Austria     | 2 |                           |                           |  |  |            |            |  |  |        |        |
|  |                  |                  | Austria     | 2 |                           |                           |  |  |            |            |  |  |        |        |
|  |                  | Francia          | 2           |   |                           |                           |  |  |            |            |  |  |        |        |
|  | Francia          | Francia          | 2           | - |                           |                           |  |  |            |            |  |  |        |        |
|  | Francia          |                  |             | - |                           |                           |  |  |            |            |  |  |        |        |
|  | al secondo turno | -                |             |   |                           |                           |  |  |            |            |  |  |        |        |
|  | al secondo turno | -                | Francia     | 2 |                           |                           |  |  |            |            |  |  |        |        |
|  |                  |                  | Francia     | 2 |                           |                           |  |  |            |            |  |  |        |        |
|  |                  | Germania         | 2           |   |                           |                           |  |  |            |            |  |  |        |        |
|  | Germania         | Germania         | 2           | 4 |                           |                           |  |  |            |            |  |  |        |        |
|  | Germania         |                  |             | 4 |                           |                           |  |  |            |            |  |  |        |        |
|  | Slovacchia       | 0                |             |   |                           |                           |  |  |            |            |  |  |        |        |
|  | Slovacchia       | 0                | Francia     | 2 |                           |                           |  |  |            |            |  |  |        |        |
|  |                  |                  | Francia     | 2 |                           |                           |  |  |            |            |  |  |        |        |
|  |                  | Svezia           | 2           |   | Finale per il terzo posto | Finale per il terzo posto |  |  |            |            |  |  |        |        |
|  | Svezia           | Svezia           | 2           | 3 | Finale per il terzo posto | Finale per il terzo posto |  |  |            |            |  |  |        |        |
|  | Svezia           |                  |             | 3 |                           |                           |  |  |            |            |  |  |        |        |
|  | Rep. Ceca        | 1                |             |   |                           |                           |  |  |            |            |  |  |        |        |
|  | Rep. Ceca        | 1                | Svezia      | 4 | Italia                    | 0                         |  |  |            |            |  |  |        |        |
|  |                  |                  | Svezia      | 4 | Italia                    | 0                         |  |  |            |            |  |  |        |        |
|  |                  | Svizzera         | 0           |   | Svezia                    | 4                         |  |  |            |            |  |  |        |        |
|  | Svizzera         | Svizzera         | 0           | - | Svezia                    | 4                         |  |  |            |            |  |  |        |        |
|  | Svizzera         |                  |             | - |                           |                           |  |  |            |            |  |  |        |        |
|  | al secondo turno | -                |             |   |                           |                           |  |  |            |            |  |  |        |        |
|  | al secondo turno | -                |             |   |                           |                           |  |  |            |            |  |  |        |        |

## Medagliere per nazioni
| Pos. | Nazione     | Oro | Argento | Bronzo | Totale |
| ---- | ----------- | --- | ------- | ------ | ------ |
| 1    | Austria     | 4   | 3       | 1      | 8      |
| 2    | Francia     | 2   | 1       | 1      | 4      |
| 3    | Italia      | 1   | 2       | 3      | 6      |
| 4    | Stati Uniti | 1   | 2       | 0      | 3      |
| 5    | Slovenia    | 1   | 1       | 0      | 2      |
| 6    | Canada      | 1   | 0       | 0      | 1      |
| 6    | Norvegia    | 1   | 0       | 0      | 1      |
| 8    | Svezia      | 0   | 1       | 3      | 4      |
| 9    | Svizzera    | 0   | 1       | 0      | 1      |
| 10   | Germania    | 0   | 0       | 2      | 2      |
| 11   | Croazia     | 0   | 0       | 1      | 1      |